# Shilling

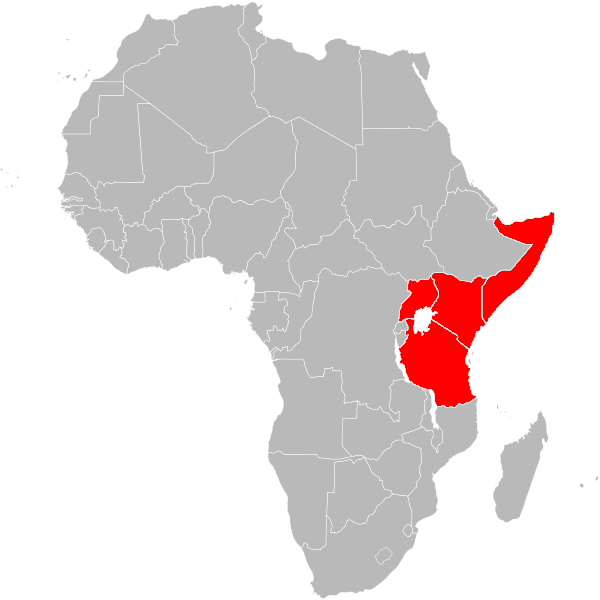
Kaart van Afrika waarin landen worden gemarkeerd met een valuta die in het Engels bekend staat als 'shilling'.

De shilling is de valuta van Kenia (de Keniaanse shilling), Oeganda (de Oegandese shilling), Somalië (de Somalische shilling, en Tanzania (de Tanzaniaanse shilling). Het de facto onafhankelijke gebied Somaliland heeft een eigen munteenheid, de Somalilandse shilling.

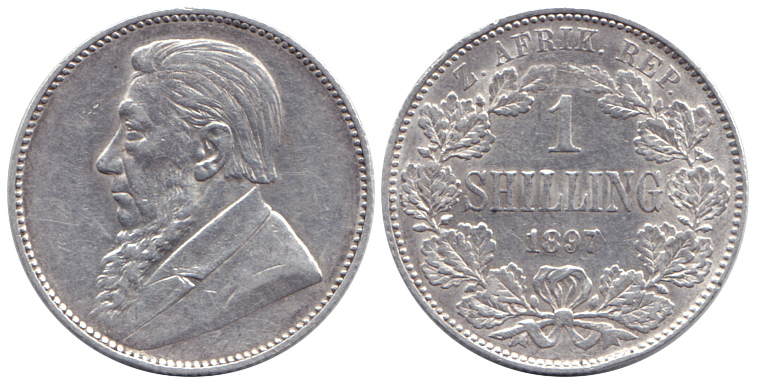
Shilling 1897, Zuid-Afrikaansche Republiek. Op de voorzijde staat een portret van president Paul Kruger.

In deze landen, die voorheen tot het Verenigd Koninkrijk behoorden, is de shilling een overblijfsel uit koloniale tijden. In het Verenigd Koninkrijk zelf en in Ierland (tot 1971) en in Zuid-Afrika, Australië en Nieuw-Zeeland (tot de jaren 1960-1969) was de Britse shilling een betaalmiddel als deel van het Britse pond, totdat het decimale systeem werd ingevoerd. Oostenrijk kende in 1925-1938 en 1945-2001 de schilling. De Scandinavische landen gebruikten tot in de 19e eeuw de skilling. In Denemarken werd deze in 1874 afgeschaft, in Noorwegen in 1875 en in Zweden in 1855.

## Etymologie
Het woord shilling kan van verschillende woorden afstammen. Mogelijk komt het van het oud-Scandinavische woord skilding. Een andere theorie gaat uit van het gotische woord voor Romeinse gouden munten (solidus). Het is ook mogelijk dat het uit het Germaans komt van Skildulingaz, hetgeen zoiets als schildachtig ding (vorm van een schild) betekent.